# Тимошкина ёлка
«Тимошкина ёлка» — советский кукольный мультфильм 1966 года, который создал режиссёр Владимир Дегтярёв. Одна из самых ярких работ, созданных кукольным объединением студии «Союзмультфильм» в 1960-х годах.

Сказка о том, что в новогоднюю ночь чудеса вполне возможны

## Сюжет
Мальчик Тимошка вместе со своим щенком везли из леса домой ёлку. Но вдруг щенок отвлёкся и провалился в сугроб. А дойдя до вершины горы, мальчик подложил санкам для удобства брёвна и скатился с горы вместе с щенком. Однако по дороге друзья врезаются в лежащее бревно и падают. Щенка мальчик пробуждает свистом. Разгрузив санки, друзья заносят ёлку домой.
За друзьями наблюдают Снеговик и Пугало. Мальчик стал украшать ёлку к Новому году игрушками, а щенок, помогая своему хозяину, нечаянно разбил один стеклянный шар. Рассерженный мальчик ударяет за это щенка и выбрасывает его во двор. Щенок, вылетев из дома, заплакал, но потом, приняв уходящее красное солнце за разбитую игрушку, пошёл в лес, чтобы принести хозяину новый шар, но, когда солнце село, заблудился и остановился, после чего началась метель. Температура воздуха упала с −10 до −20 градусов.
Мальчик, нарядив ёлку до конца, случайно наступил на один из осколков разбитого шара, когда отходил назад, вспомнил про щенка и стал его искать во дворе, но не нашёл. Увидев следы щенка, ведущие в лес, мальчик хочет отправиться туда на лыжах. Но скатившись с маленькой горки, мальчик случайно ломает лыжи. Вернувшись в дом, мальчик пускает слезу от стыда за то, что он обидел щенка, и ждёт, когда окончится метель.
Заблудившийся щенок в это время ищет место, где укрыться от метели. На первый раз он испугался совы, а на второй увидел волчьи глаза и спрятался под одной из елей.
Мальчик в это время ходил туда-сюда от скуки и уснул. А когда часы пробили полночь, Дед Мороз ожил, позвал некоторые игрушки и сказал им наблюдать за тем, чтобы щенок подошёл к дому, а затем отправил стоявших во дворе Пугало и Снеговика в лес искать щенка, чтобы привести его домой. Пугало и Снеговик успешно выполнили поручение Деда Мороза. Услышав собачий лай, мальчик выскочил из дома, обнял щенка и понял свою ошибку. А Дед Мороз, закончив операцию по возврату щенка, волшебством восстановил разбитый шар. Мальчик, увидев шар в прежнем состоянии, вешает его на ёлку. Щенок наблюдает за тем, как висящий на ёлке шар поворачивается к зрителям стороной со словом «Конец».

## Съёмочная группа
| Автор сценария              | Людмила Зубкова                                                                               |
| Режиссёр                    | Владимир Дегтярёв                                                                             |
| Художник-постановщик        | Анатолий Курицын                                                                              |
| Операторы                   | Владимир Сидоров, Николай Гринберг                                                            |
| Композитор                  | Карен Хачатурян                                                                               |
| Звукооператор               | Георгий Мартынюк                                                                              |
| Художники-мультипликаторы   | Владимир Пузанов, Павел Петров, Лев Жданов                                                    |
| Редактор                    | Наталья Абрамова                                                                              |
| Монтаж                      | Вера Гокке                                                                                    |
| Директор картины            | Натан Битман                                                                                  |
| Куклы и декорации выполнили | Олег Масаинов, В. Куранов, Павел Гусев, Вера Калашникова, Лилианна Лютинская, Владимир Алисов |
| под руководством            | Роман Гуров                                                                                   |